# 最后一个男人
《最后一个男人》（英語：The Last Man on Earth）是由威爾·福爾特开创及主演的一部美国末日幻想喜剧风格的电视连续剧。此剧在2015年3月1日于福斯广播公司首播。试播集由Forte编写，菲爾·洛德與克里斯多福·米勒为导演。第一季于2015年4月8日播出。第二季上半季于2015年9月27日播出。2016年3月24日播出了第二季下半季。2016年9月25日播出了第三季。2017年10月1日播出了第四季。第四季平均收視率約 0.79 ，收視人口為 195 萬，在 FOX 的美劇中較為落後。《最后一个男人》在播出四季後遭到取消。2018年5月11日《一個人的地球》FOX公布取消續訂。

## 剧情概要
2019年致命病毒席卷了地球。2020年，菲尔·米勒在北美的许多地方通过涂料喷上许多“图森还有幸存者”的字样来寻找幸存者，但是一直没有找到幸存者，他似乎成了地球上最后一个男人。正当他绝望时，一个女人出现了，改變了他的一生。

## 剧集
| 季數 | 集数 | 集数 | 首播日期      | 首播日期      |
| 季數 | 集数 | 集数 | 首映          | 季终          |
| ---- | ---- | ---- | ------------- | ------------- |
| 1    | 13   | 13   | 2015年3月1日  | 2015年5月3日  |
| 2    | 18   | 18   | 2015年9月27日 | 2016年5月15日 |
| 3    | 18   | 18   | 2016年9月25日 | 2017年5月7日  |
| 4    | 18   | 18   | 2017年10月1日 | 2018年5月8日  |

## 外部連結
- 官方网站
- 互联网电影数据库（IMDb）上《最后一个男人》的资料（英文）